# Umidigi
 (décembre 2009).
Si vous disposez d'ouvrages ou d'articles de référence ou si vous connaissez des sites web de qualité traitant du thème abordé ici, merci de compléter l'article en donnant les références utiles à sa vérifiabilité et en les liant à la section « Notes et références ».
Umidigi (anciennement UMI) est une entreprise chinoise de téléphonie mobile basée à Shenzhen. Umidigi conçoit principalement des téléphones intelligents et est connu pour ses appareils à bas prix. La compagnie est enregistrée en février 2012 et son premier téléphone est lancé en juillet de la même année.
Umidigi a récemment commencé ses opérations au Bangladesh en partenariat avec Redgreen.

## Produits
En plus des smartphones, Umidigi vend également des écouteurs sans fil, des montres intelligentes, un combo bâton Bluetooth et trépied pour faire des autoportraits et un chargeur sans fil; ces produits portent les noms Ubeats, Upod, Uwatch, Selfie Stick et Q1.[réf. nécessaire]

Politique de confidentialité ;
Umidigi respect les lois de confidentialité de votre pays (empreintes digitale, service vocale …)